# فرانک بویه
فرانک بویه (فرانسوی: Franck Bouyer‎؛ زادهٔ ۱۷ مارس ۱۹۷۴) دوچرخه‌سوار اهل فرانسه است.
از باشگاه‌هایی که در آن رکاب زده‌است می‌توان به تیم دوچرخه‌سواری کاستوراما و تیم دوچرخه‌سواری اف‌دی‌جی اشاره کرد.